# Stormen Simone

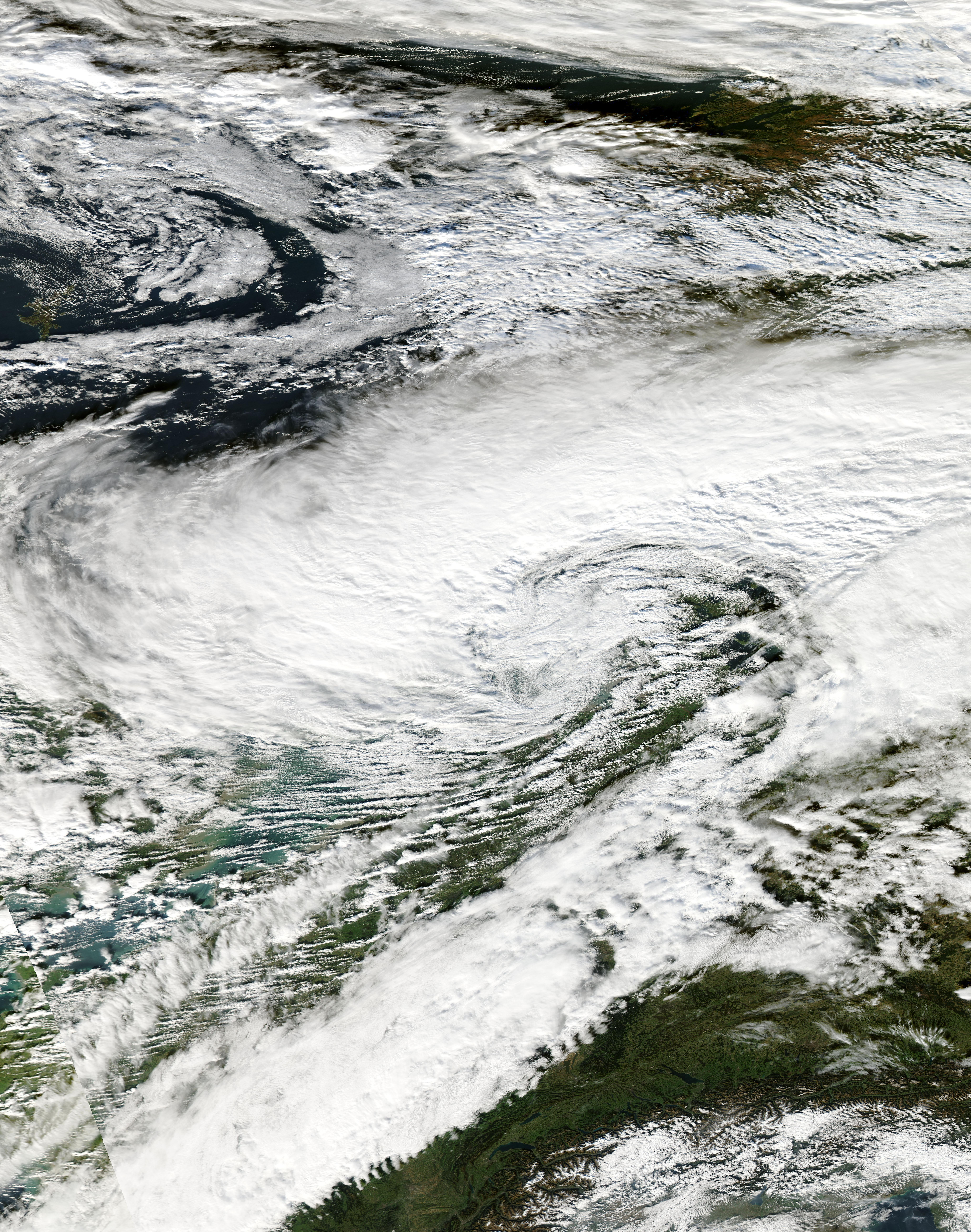
Stormen Simone, vid middagstid måndagen den 28 oktober. I nedre delen av satellitfotot syns Italien, och norr därom moln över Alperna och ett molnfritt band från Rhône-dalen till södra Tyskland. Stormen utgörs av den vita molnvirveln i norr.

Stormen Simone, i Storbritannien kallad St Jude storm och i Tyskland Christian, var en storm som drabbade nordvästra Europa den 28 till 29 oktober 2013. Orkanbyar på 37 m/s uppmättes i sydöstra England och 41 m/s på den holländska kusten. I Danmark kunde även vindar på över 50 m/s uppmätas. SMHI rapporterade att vindarna i det svenska inlandet nådde som mest i Halmstad med 36 m/s, och i Ängelholm med 33 m/s. När stormen nådde de östra delarna hade man i Småland som mest 27–28 m/s i vindbyarna. I Sverige blåste det som allra mest på Hallands Väderö där medelvinden var som mest 31 m/s och i orkanbyarna 42 m/s.

## Namnet
Det engelska namnet St Jude storm kommer sig av att den 28 oktober är aposteln Judas Taddeus helgondag. Det svenska namnet Simone kom sig av att det var Simons och Simones namnsdag. SMHI tillämpar WMO:s rekommendation om att ge varannan storm ett kvinnligt och varannan ett manligt namn; den förra namngivna stormen var Emil. Vanligen låter SMHI Norges Meteorologisk institutt eller Danmarks Meteorologiske Institut (DMI) namnge stormar, men de gav inte denna något namn, då den inte fick stormstyrka på norskt eller danskt område. Därför blev det för första gången i SMHI:s historia som en storm namngavs efter ett namn som utgör en namnsdag.

## Myndighetsvarningar

### Sverige
SMHI utfärdade på söndagen den 27 oktober 2013 en klass 2-varning för svenska västkusten.. Måndagen den 28 oktober 2013 uppgraderades varningen till klass 3 för Halland och närliggande län.
På kvällen den 27 oktober, klockan 22:30, utfärdade Länssyrelsen i Halland ett myndighetsmeddelande där "Allmänheten uppmanas att under perioden mellan sen eftermiddag och fram till midnatt om möjligt undvika att vistas utomhus under stormen". Länsstyrelsen i Västra Götaland uppmanade allmänheten "till stor försiktighet, inte minst i trafiken".
Klockan 13:30 den 28 oktober utfärdade Länsstyrelsen i Skåne ett myndighetsmeddelande där "allmänheten uppmanas att, om möjligt, under sen eftermiddag och fram till midnatt undvika att vistas utomhus.". Två timmar senare utfärdade Länsstyrelsen i Jönköping ett liknande myndighetsmeddelande med uppmaningen "Om man inte behöver bege sig ut är det bäst att stanna inomhus från 18-tiden och till dess att de värsta vindarna har avtagit.".

## Samhällets beredskap

### Sverige
Lilla Bältbron och Stora Bältbron stängdes under dagen. Öresundsbron var stängd för all trafik mellan kl 16 och kl 21 den 28 oktober 2013.
Trafikverket i Sverige förberedde sig den 27 oktober 2013 genom att i förväg ställa in tågtrafik på mindre trafikerade sträckor där risken är stor för tågstörningar vid stormväder.. Kl 13.30 den 28 oktober 2013 meddelade man att även stambanorna och alla banor i Skåne utom Öresundsbron skulle stängas från måndagen kl 16 till tisdagen ca kl 12, detta i förebyggande syfte för att undvika att tåg skulle fastna ute på banorna. Trafikledningen meddelade även att: "Så länge klass 3-varningen ligger kvar släpps ingen personal ut för att åtgärda fel på järnvägsanläggningen.".

## Konsekvenser
I Europa dödades 17 personer av ovädret.  Orsakerna var kringflygande föremål, flera vältande träd, båtkapsejsning, och två personer som sveptes ned i havet.[källa behövs] I Danmark ställdes tidvis all tågtrafik in, söder om Århus och öster om Jylland.  All trafik över Öresundsbron, Stora Bältbron, gamla Lilla Bältbron, nya Lilla Bältbron, Älvsborgsbron och Uddevallabron stoppades.
Under några timmar ställdes all flygtrafik in på Köpenhamn flygplats.[källa behövs]

### Konsekvenser i Sverige
Lågtrycket som orsakade stormen rörde sig in över södra England på morgonen den 28 oktober och drog sedan över Nordsjön och Norra Jylland till Bohuslän. Vindstyrkorna var starkast sydost om lågtryckscentrum. Klockan 09:00 den 28 oktober 2013 uppmättes stormbyar på 37 m/s i Langdon Bay, mitt på dagen uppmättes 41 m/s i byarna i Texelhoors och på Kegnæs på ön Als uppmättes ett nytt vindrekord för Danmark med 54 m/s i byarna.
Ingen dog av ovädret i Sverige.  Antalet skogskubikmeter som fälldes i stormen blev i Sverige 1,5–2 miljoner m³  till ett värde av 800 miljoner SEK. Som jämförelse fällde orkanen Gudrun 75 miljoner skogskubikmeter år 2005.  Mest omfattande skador från stormen 2013 uppkom i södra Halland, nordvästra Skåne, södra Kronoberg och norra delarna av Blekinge.
Uppåt 76 000 hushåll blev utan el i södra Sverige. Varav i Skåne län ~20 000, Kalmar/Kronoberg ~13 000, Halland ~4 000, och Blekinge ~5 000.  Den fasta telefonen försvann för 35 000 kunder varav över 20 000 i Skåne.  Majoriteten av felen berodde på elavbrott, enligt PTS.
Trafikverket tog beslutet under söndagen den 27 oktober att ställa in all järnvägstrafik i södra och västra Sverige måndagen den 28 oktober från klockan 16.  De flesta sträckor kunde öppna igen enligt prognos den 29 klockan 12.  Under några timmar ställdes all flygtrafik in på Malmös flygplats.[källa behövs]

### Andra namngivna stormar som drabbat Sverige
- Stormen Berit
- Stormen Dagmar
- Stormen Egon
- Stormen Gudrun
- Stormen Hilde
- Stormen Ivar
- Stormen Kyrill
- Stormen Per
- Stormen Sven
- Stormen Tuva